# Stade Henri-Sylvoz
 (octobre 2015).
Si vous disposez d'ouvrages ou d'articles de référence ou si vous connaissez des sites web de qualité traitant du thème abordé ici, merci de compléter l'article en donnant les références utiles à sa vérifiabilité et en les liant à la section « Notes et références ».
Le Stade Henri-Sylvoz est un stade de football situé à Moanda, dans la province du Haut-Ogooué, au Gabon.
Construit en 1985, il a une capacité actuelle de 9 500 places dont 2 500 assises. Il accueille les rencontres à domicile de l'AS MangaSport.

## Historique
Le stade est construit en 1985 par la compagnie minière de l'Ogoué (Comilog) pour accueillir les rencontres à domicile de l'AS MangaSport, Possédant d'abord 4 000 places, le stade fut rénové entre 2015 et 2024afin d'atteindre 9 500 places et ainsi de se faire homologuer par la Confédération africaine de football pour accueillir des rencontres internationales. Le stade fut totalement rénove a l'été 2024. 